# 気象

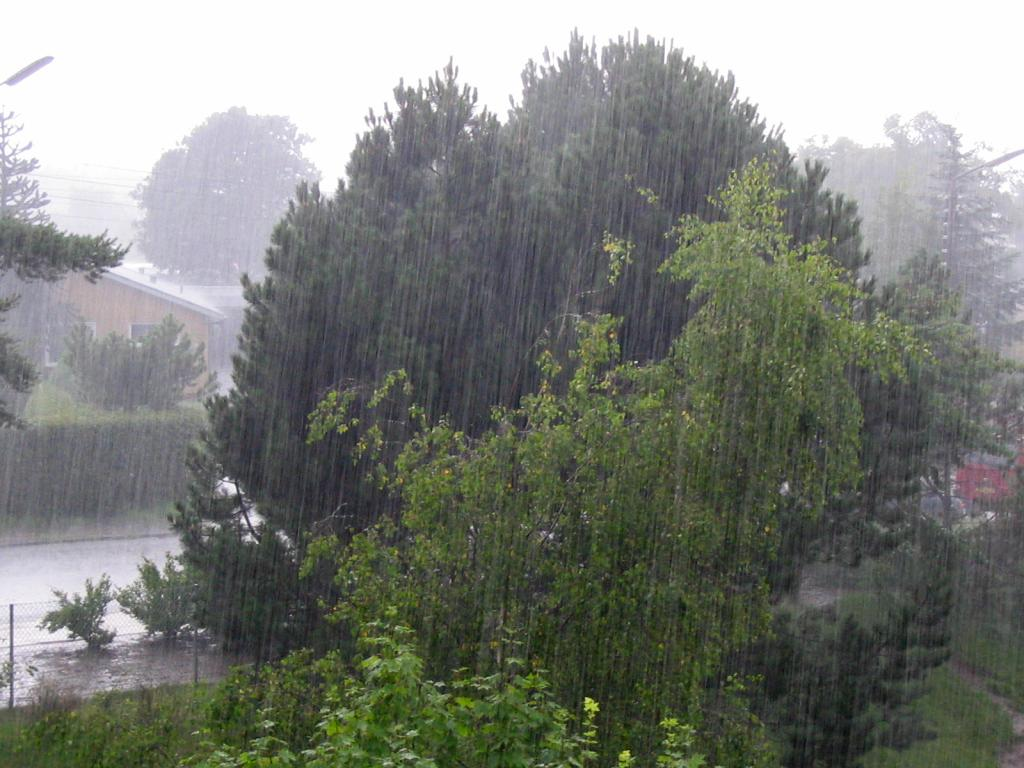
雨

竜巻

台風（熱帯低気圧）

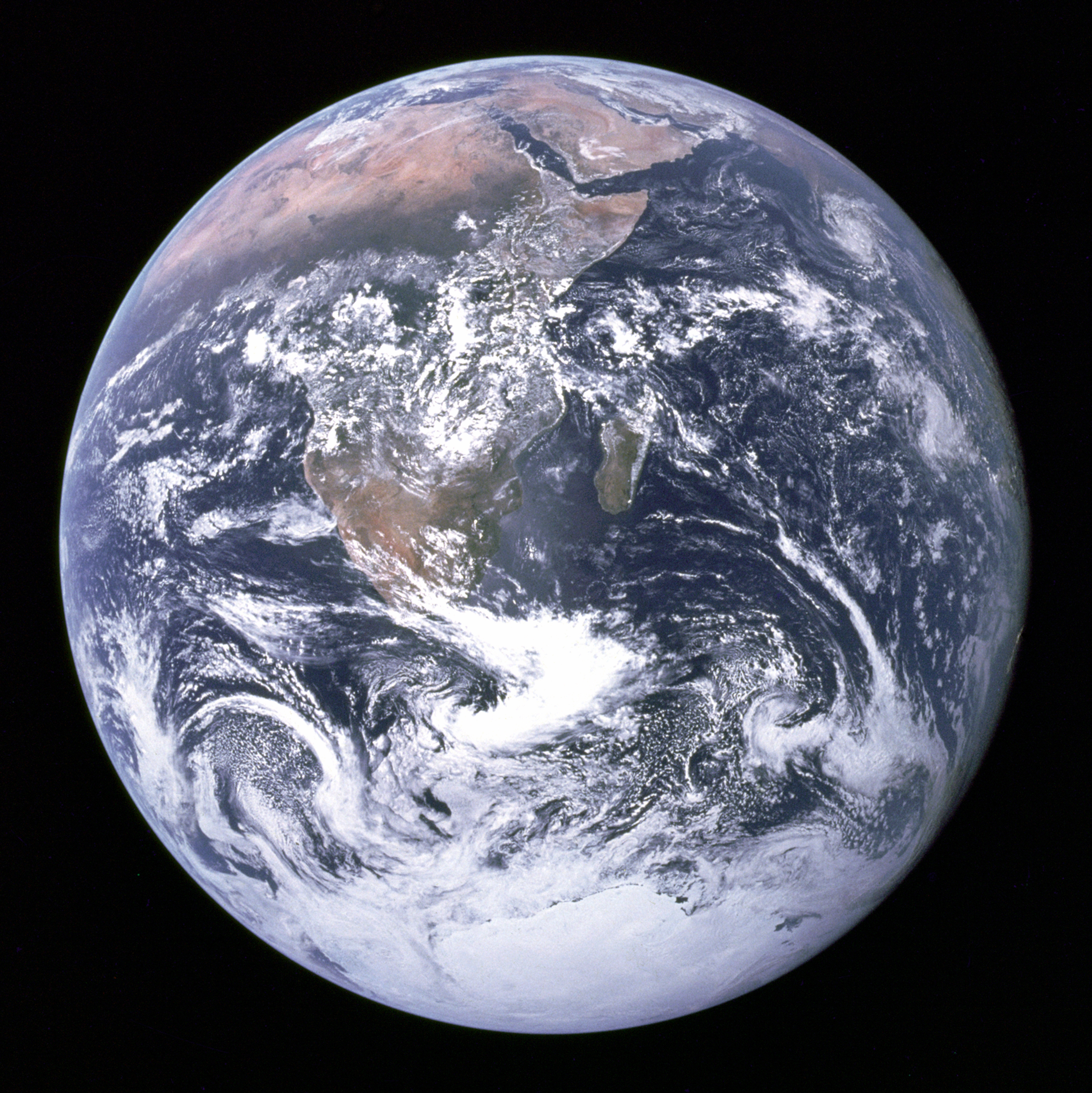
宇宙から見た地球。大気中では様々な気象現象が発生している。

気象（きしょう、英: atmospheric phenomena）は、気温・気圧の変化などの、大気の状態のこと。また、その結果現れる雨などの現象のこと。広い意味においては大気の中で生じる様々な現象全般を指し、例えば小さなつむじ風から地球規模のジェット気流まで大小さまざまな大きさや出現時間の現象を含む。
気象とその仕組みを研究する学問を気象学、短期間の大気の総合的な状態（天気）を予測することを天気予報または気象予報という。

## 定義と類義語
日本において、日本語の「気象」が一般的に大気現象の意味で用いられるようになったのは、明治時代初期のことである。それまでは人物の性格や気質を指して用いられており、現在の「気性」と同じ意味であった。1873年（明治6年）発行の柴田昌吉、子安峻編『附音挿図英和字彙』においてMeteorologyを気象学と訳したのが初期の用例として挙げられ、1875年（明治8年）6月に設立された東京気象台（現在の気象庁）では行政機関の名として初めて使用された。
「気象」には類義語がある。
- 気象 (meteorological phenomena) - 大気の諸現象を指す[2][3]。大気現象[8]。
- 天気 (weather) - 「気象」のうち、ある時点または2 - 3日間程度の、大気の総合的な状態を指す[8][9]。日常会話では晴天のことを指して使う場合もある[10]。
- 天候 - 数日から数ヶ月程度の大気の総合的な状態を指す[8]。ただし日常会話では「悪天候」「天候に恵まれる」のように天気と同じような意味で用いられる場合がある[10][11]。
- 気候 (climate) - 1年を周期として毎年繰り返す、大気の総合的な状態を指す[12][13][14]。

ただし、同じ大気中の物理現象であっても、地理的な観点から「ある土地固有の気象現象」として捉えた場合は「天候」「気候」と呼び、別の意味をもつ。
また地球を取り巻く諸現象（地球科学的現象）を考えたとき、大気の中で起こる現象を「気象」といい、大気圏外で起こる現象は「天文現象」、地面や地中で起こる現象は「地質現象」として区別される。ただ、これらは全くの無関係ではなく相互に影響しあう部分がある。

## 気象の仕組み

### 気象現象が起こる範囲
地球の大気は地表から高度数百km程度までで、地表から順に対流圏、成層圏、中間圏、熱圏と命名され、これらの層内には地球の重力に捉えられた気体が存在している。地表から熱圏と中間圏の境界である高度約80kmまでは、大気の組成は窒素約78%・酸素約21%・その他微量成分1%で一定であり、それ以上の高度では高度が上がるに従い分子量の大きな重い成分から減少する。高度約80kmまで成分が一定なのは、この範囲で空気の混合が起こっているためである。そのため、気象現象が起こる範囲はこの高度約80kmまでと考えることが多い。
地表の気圧は標準気圧1 気圧(= 1013.25 hPa)の前後数十hPaの範囲内にある。高度が上がるに従い気圧は低くなり、また気温も低くなる。ただし、気温が低下するのは赤道付近では約16kmまで、中緯度では約11kmまで、北極・南極付近では約8kmまでである。これ以上の高度に行くと気温は一定か逆に上昇する。この気温低下の止まるところを対流圏と成層圏の境界、対流圏界面といい、ほとんどの気象現象はこの対流圏内で起こる。地上に雨を降らせる雲は対流圏内に存在する。もくもくと湧き上がる背の高い積乱雲も、対流圏界面を突き抜けることはない。一方、成層圏や中間圏にも強い風が吹いている ほか、真珠母雲や夜光雲が発生するが、対流圏に影響を与えることはほとんどない。

### 太陽・熱と気象
地球上に起こる気象は、太陽の活動により地球に供給されるエネルギー（放射エネルギー）に由来している。太陽が発している放射エネルギーを太陽放射といい、ほぼ全量が電磁波であり、そのうち47%が波長0.4 - 0.7μmの可視光線（人間の目に見える光）、46%が波長0.7 - 100μmの赤外線、7%が波長0.4μm以下の紫外線である。なお、生物に有害な波長0.2μm以下の紫外線のほとんどは散乱されたり大気上層（オゾン層）の成分により吸収されたりして、地表にほとんど到達しない。地球に入ってくる太陽放射を100とすると、30は反射によりすぐに宇宙に放出され、残りの70が地球の大気や地面、海洋などに吸収されて熱となる、
この熱が、気象の原動力となる。
なお、大気が存在することにより地表は保温されている。全地球を平均した表面温度は現在約15℃だが、大気がない場合には約-20℃と推定される。大気中の成分が太陽放射や地球放射 を吸収して熱に変換しているからであり、これを温室効果という。
地球の大気上端の太陽に対して垂直な面が受ける太陽放射の量を太陽定数といい、現在は平均1366W/m2 である。太陽放射の量は各地点の太陽の高度（水平線に対する角度）、すなわち季節と緯度により変わる。仮に大気による吸収がないとした場合、太陽高度α度における太陽光は
I = 1366 × sin α (W/m2)
となる。緯度が高い地点ほど太陽の高度が低く、届く太陽光は少ない。また同じ地点では夏至に最も太陽の高度が高く、冬至に最も低い。春分や秋分の赤道は太陽高度が90度であるため、約1366W/m2になる。なお地上の場合、大気や雲による吸収を経て地上に到達するため、これよりも小さい値となる。

### 水と気象
地球には、表面の7割を占める海洋のほか、氷河、湖、川、地中、植物や動物の体内など様々な場所に、水が豊富に存在する。水は地球大気で起こりうる環境下で液体（水）、気体（水蒸気）、固体（氷）の3態で存在しうるうえ、常温でも大気に対して揮発性が高く、状態変化を起こしやすい。状態変化は周囲の物質との間で転移熱（潜熱）の放出や吸収を伴う。
大気中の他の多くの気体は運動する大気の中で顕熱のみを運ぶが、水は顕熱と潜熱の両方を運ぶため、熱の移動の面からも水は重要な役割を担っていて、天気を予測する際には重要な因子となる。例えば、低気圧の多くは雲の発生により放出される凝結熱（潜熱）による加熱が発達要因の1つとなる。
さらに、水は雨や雪などの降水現象をもたらし、地上の天気にも関与している。

### 気象現象の本質
大気に供給される熱は、緯度、地形、季節、時間などによって異なるため温度差が生じる。大気の場合、空気が部分的に温まると膨張して密度が下がり、周囲より浮力が大きくなるため上昇する一方、逆に冷やされると収縮して密度が上がり、周囲より浮力が小さくなるので下降する。これは一例ではあるが、こうしたある空間の物理的な不均一を解消しようとする働きによって、一種の乱れが発生する。気象の根本的な原因はこの乱れであり、気象学においてはこれを擾乱（じょうらん）（気象擾乱）とよび、「大気の定常状態（平衡）からの乱れ」と定義している。
擾乱や定常状態は物理的な気象要素として方程式に記述できる現象であり、天気予報ではこの方程式を活用して擾乱を予測する。気象に関係する方程式は熱力学や流体力学などが中心で、特にこれらの分野の理解が必要となる。また、気象は複雑系であり様々な外的要因、内的な不安定要因が存在する。外的なものでは地形の影響、地球の自転の影響、海洋の影響など様々なものが関係していて、総合的に考える必要がある。内的なものではカオス理論（バタフライ効果）で述べられているような初期値鋭敏性、例えば分子や原子レベルの振る舞いの違いが現象の現れ方の違いになりうるが、天気予報に用いるコンピューターの能力の限界からそれを完全に再現することは困難で、実際には近似によりある程度単純化して再現性の良いものを用いる、ということが行われている。

## 気象要素の一覧

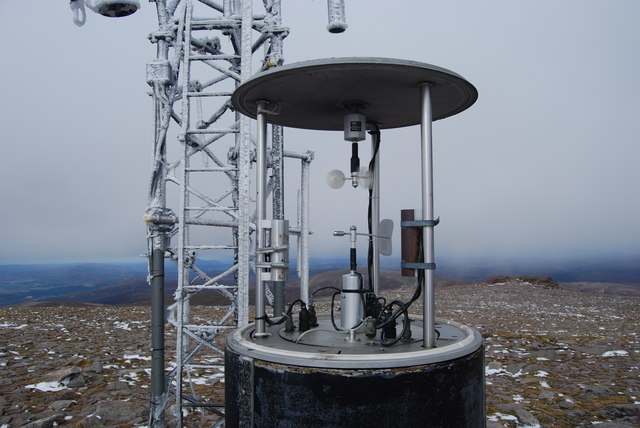
気象要素を観測する自動気象観測所(AWS)

大気の状態や気象現象はいくつかの要素で表すことができ、これを気象要素と呼ぶ。気象要素の多くは物理的な値だが、天気分類や雲形などの例外もある。
- 天気 - 地上から見た大気の状態。ある時点における雲の量、降水の種類や強さ、霧や砂嵐の状況などを総合したもの。快晴、晴れ、くもりや雨など。天気予報に供する国際的な報告で使用する国際気象通報式では96種類、日本の気象庁が独自に記録する天気では15種類、日本式天気図では21種類ある。
- 雲量 - 空全体に占める雲の割合。日本では十分率、国際的には八分率で表される。
- 雲形 - 雲の形状。積雲や層雲などの基本的な十種雲形のほか、副種や変種がある。
- 雲高 - 地表からの雲の高さ。
  - 雲の底部の高さを指す雲底高度、雲の頂部の高さを指す雲頂高度などがある。
  - 国際気象通報式では上層、中層、下層それぞれ10、計30のパターンが定義されている。
- 視程 - 大気の見通しの程度。降水や霧、砂嵐、吹雪などによって低下する。航空の分野では重要視される。
  - 各方位の中で最も低い視程を指す最小視程、各方位の平均の視程を指す卓越視程などがある。
- 日射量 - 太陽放射の量。
  - 太陽の方向からのみの日射を指す直達日射量、太陽以外の方向からの日射を指す散乱日射量、全ての方向からの日射を指す全天日射量などがある。
- 日照 - 日光の照射。120W/m2以上の直達日射があるものを「日照がある」という。
  - 日照時間 - 一定時間当たりに日照があった時間。
- 気圧 - 大気の圧力。
  - 地上や海上のそのままの気圧を指す地上気圧（現地気圧）、海面更正をした海面気圧、気球などで測る上空の気圧を指す上空気圧などがある。
- 気温 - 大気の温度。
- 湿度 - 大気中の水蒸気量。
  - 一般的には相対湿度や露点温度を用いる。
  - 学術的には、絶対湿度、蒸気圧、混合比、比湿、湿数などを用いることがある。
- 可降水量 - 鉛直大気中の水の総量。
- 大気が持つエネルギー量の表現 - 大気の持つ顕熱、潜熱、位置エネルギーなどを総合的に表現する。
  - 温位、相当温位、相当温度などが用いられる。
- 風 - 気圧差によって起こる大気の流れ。
  - 風向 - 風の（一般的には水平方向の）向き。学術的には鉛直方向の風向（上向き・下向き）を表現するほか、発散や収束という概念を用いて表現することがある。
  - 風速 - 風の（一般的には水平方向の）速度。風速の代わりに風力を用いることもある。学術的には鉛直方向の風速を表現する。
  - 渦度 - 回転性のある気流の回転の程度。
- 降水 - 様々な形で降る水。雨や雪などの降水の種類は「天気」として表現する。
  - 降水量 - 降った水の量。雪の場合は降雪量とも言う。
  - 積雪量 - 積もった雪の量。
- 海水温 - 海水の温度。
- 大気安定度 - 力学的・熱力学的観点からみた大気の静的・動的な安定の度合。
  - 対流有効位置エネルギー(CAPE)、対流抑制(CIN)、ショワルター安定指数(SSI)、リフティド指数(LI)などがある。

これらの要素の中には、一定の期間やある地域内における最高値、最低値、平均値、閾値以上の回数や日数などを統計で取りまとめるものがある。例として気温では、最高気温、最低気温、平均気温を一日、1カ月、1年などの単位で算出するほか、日本の気象庁は最高気温30度以上の真夏日、最低気温0度未満の冬日などの日数を算出する。
また、気象要素を他の分野に応用したものとして、体感温度や不快指数、湿球黒球温度(WBGT)などの快適性指標や、火災の起きやすさを示す実効湿度などがある。

## 気象現象の一覧
晴れ、曇りなどを除いた気象現象を挙げる。
- 降水 - 固体または液体の水が降る現象。
  - 雨(rain) - 液体の水滴が降るもの。
    - 着氷性の雨(freezing rain) - 過冷却の水滴が降る雨。
    - 霧雨(drizzle) - 直径0.5mm以下の水滴が降る雨。

  - 雪(snow) - 白色の柔らかい氷の結晶が降るもの。
    - 霧雪(snow grains) - 直径1mm以下の氷の結晶が降る雪。

  - 霙(sleet) - 雨と雪が混在しながら降るもの。
  - 霰(graupel) - 直径5mm未満の氷の粒が降るもの。
    - 雪あられ - 白色不透明の霰。内部に隙間が多く砕けやすい。
    - 氷あられ - 半透明の霰。表面が滑らかな球状で砕けにくい。

  - 雹(hail) - 直径5mm以上の氷の粒や塊が降るもの。
  - 凍雨(ice pellet) - 透明な氷の粒が降るもの。
  - 細氷(diamond dust) - 低温弱風の晴天時に地表付近で生じた微細な氷の結晶が降る現象。ダイヤモンドダスト。

雨には降り方による分類もある。
- 小雨 - 降水量が少ない雨。
- 地雨 - 強度変化が小さく面的にまんべんなく降る雨。
- 驟雨(shower) - 対流性の雲から降る強度変化が大きい雨。雪の場合は驟雪という。
- にわか雨 - 急に降りだしてすぐ止む一過性の雨。
- 時雨 - 降ったり止んだりを繰り返す雨。
- 大雨 - 降水量が多い雨。
- 集中豪雨 - 局地的で短時間の降水量が多い雨。
- 天気雨 - 日が射しているのに降る雨。
- 風花 - 日が射しているのに降る雪。

- 露(dew) - 大気中の水蒸気が物体の表面に凝結し、水滴が一様に付着するもの。
  - 凍露 - 露が凍結したもの。
- 霜(frost) - 大気中の水蒸気が地面や物体の表面に昇華し、氷の結晶が一様に付着するもの。
- 霧氷(rime) - 地面や物体に氷の結晶が層状に付着するもの。
  - 樹氷(soft rime) - 過冷却の霧や雲粒が吹きつけられてできた、白色不透明で脆い霧氷。
  - 粗氷(hard rime) - 過冷却の霧や雲粒が吹きつけられてできた、半透明の霧氷。
  - 樹霜 - 昇華による霧氷。
- 雨氷(glaze ice) - 過冷却の雨が地面や物体の表面に付着して凍結し、透明な氷の層をつくるもの。
- 着雪 - 比較的高温で降る湿った雪が吹きつけて物体表面に付着するもの。

霧氷、雨氷、着雪をまとめて着氷現象と呼ぶことがある。
- 氷柱(icicle) - 徐々に凍結しながら地面に向かって延長してできる、氷の柱。
- 氷筍 - 氷柱と反対に、徐々に凍結しながら空へ向かって延長してできる、氷の柱。
- 霜柱(needle ice) - 地中の水分が凍結してできる、氷の柱。
- 結氷 - 海、湖、川などの水面が凍結するもの。
  - 流氷 - 海氷(sea ice)が離れた沿岸へ流れ着くもの。
  - 氷丘脈(pressure ridge) - 湖などの結氷が膨張によりひび割れ盛り上がったもの。
- 靄(mist) - 大気中の水蒸気が凝結してできた微小な水滴が浮遊していて、水平視程が1km以上10km未満のもの。
- 霧(fog) - 大気中の水蒸気が凝結してできた微小な水滴が浮遊していて、水平視程が1km未満のもの。
  - 地霧 - 目の高さ以下の低高度のみに広がる霧。
  - 氷霧(ice fog) - 凍結してなおも浮遊している霧。
- 煙霧(haze) - 乾いた微粒子が大気中に浮遊している現象。
  - ちり煙霧 - 風塵によって生じたちりや砂の微粒子が、風がおさまってからも浮遊している現象。砂嵐によって生じ、遠方まで到達することがある。
  - 黄砂 - 東アジアにおいて、中国大陸の砂嵐によって生じたちりや砂の微粒子が飛来する現象。
- 風塵 - 風によってちりや砂が吹き上げられるもの。
  - 砂嵐(sandstorm) - 激しい風によって、ちりや砂が空中高く吹き上げられるもの。一般に、水平視程が1km未満のものをいう。
- 降灰(falling ash) - 噴火による火山灰が降下する現象。遠方まで到達することがある。
- スモッグ(smog) - 煤煙の混じった霧（ロンドン型スモッグ）、または排気ガスが変質した煙霧（光化学スモッグ、ロサンゼルス型スモッグ）。
- 吹雪 - 強風を伴った降雪。
- 地吹雪(blizzard) - 地面などの積雪が強風により吹き上げられる現象。降雪を伴うものは吹雪という。

靄、霧、煙霧、風塵、砂嵐、吹雪、地吹雪などは視程障害現象と呼ぶことがある。
- 風(wind) - 大気の流れ。
  - 地球規模の風（大気循環を参照）
    - 貿易風 - 赤道・低緯度地方で吹く南東・北東風。
    - 偏西風 - 中緯度地方で吹く南西・北西風。
    - 極東風 - 高緯度・局地方で吹く南東・北東風。
    - ジェット気流 - 対流圏上部の高速風帯。偏西風が吹く地域の上空には亜熱帯ジェット気流や寒帯前線ジェット気流などの強いジェット気流があることが知られている。

  - 大陸 - 地域規模の風
    - 海陸風、川風、湖風 - 水面と地面の比熱容量（温まりやすさ）の差により、季節や日単位で風向を変える風。また、谷状の地形により風の通り道となって吹く風。
    - 滑昇風、滑降風、山谷風 - 地形の影響により、斜面に沿って空気が昇降するために起こる風。
    - フェーン(foehn) - 山越えの高温な強風。
    - ボーラ(bora) - 山越えの冷涼な強風。
    - ハブーブ(haboob) - 砂嵐を伴った強風。
    - ブリザード(blizzard) - 地吹雪を伴った強風。
    - モンスーン(monsoon)（季節風） - 一般に、季節により風向が変わる風を指す。季節性の降雨を指す場合もある。
    - スコール(squall) - 急激に風速が増加する突風。積乱雲のもとで起こることが多く、熱帯地方に多くみられる。にわか雨を伴うことが多く、雨のことを指す場合もある。

  - 突風
    - 塵旋風(whirlwind) - 地表付近の上昇気流が渦巻きを伴うもの。晴天時にも起こる。
    - 竜巻(tornado) - 発達した積乱雲のもとで強い上昇気流を伴う気流の渦巻き。
    - ダウンバースト(downburst) - 発達した積乱雲のもとで強い下降気流に伴い吹く突風。水平規模4km未満のものをマイクロバーストといい、特に強い。

このほか、特徴のある風をその地域独自の名称で呼ぶ局地風というものがある。日本では春一番、木枯らし、おろしなどがある。
- 凪(calm) - 風が穏やかまたは全くない状態。
- 雲(cloud) - 大気中の水蒸気が凝結してできた微小な水滴が浮遊しているもの。一般に、地面に接していないものをいい、観測地で地面に接している場合は霧となる。

雲にはいろいろな形状があり、その形状や高度などから雲形分類がされている。基本雲形は積雲、積乱雲、層雲、層積雲、高積雲、高層雲、乱層雲、巻雲、巻層雲、巻積雲の10種類。
- 大気光学現象（大気光象） - 大気中の成分や水滴、氷晶等を通して光が変化を起こすことで生じる現象。
  - 虹(rainbow) - 雨などの水滴により色が分かれた円弧状の光が見えるもの。
  - 彩雲(iridescent cloud) - 水滴により雲がまだらに色づいて見えるもの。
  - 光冠(corona) - 水滴や微粒子により太陽や月の周りに円形の光の輪が見えるもの。
  - 光輪（ブロッケン現象）(glory, Brocken spectre) - 水滴により対日点を中心とする色が分かれた円形の光の輪が見えるもの。また、これに影が写り込むもの。
  - 暈(halo) - 氷晶により太陽や月の周りに円形の光の輪が見えるもの。主に太陽から22°（内暈）、46°（外暈）のところにできる。
  - 幻日(sun dog) - 氷晶により太陽や月の両側の同じ高度に光が見えるもの。
  - 幻日環(parhelic circle) - 氷晶により天頂を中心として太陽や月を通る光の輪が見えるもの。
  - 環天頂アーク(circumzenithal arc) - 氷晶により天頂を中心とする円弧が太陽や月の上方に見えるもの。
  - 環水平アーク(circumhorizontal arc) - 氷晶により天頂を中心とする水平に近い円弧が太陽や月の下方に見えるもの。
  - 外接ハロ・タンジェントアーク(circumscribed halo, tangent arc) - 氷晶により太陽や月の周りに楕円形の光の輪が見えるもの。また、内暈に接する開いた円弧が見えるもの。
  - 太陽柱(sun pillar) - 氷晶により太陽や月、その他の光源などから垂直に延びる光の柱が見えるもの。
  - 朝焼け・夕焼け(morning/evening glow) - 日の出や日没時に空が赤や橙色になるもの。
  - 薄明光線(crepuscular rays) - 雲の切れ間から太陽光線が伸びるもの。
  - 蜃気楼(mirage) - 大気の密度差に起因する屈折により、遠くの水平線付近の物体が浮き上がったり歪んだりして見えるもの。
- 雷 - 大気中（対流圏内）で起こる放電・発光現象。
- 超高層雷放電 - 成層圏以上の層で起こる放電・発光現象。対流圏の雷と対になって起こる。
- 気圧配置や大気の分布に関する現象
  - 高気圧 - 周囲よりも気圧が高い部分。
  - 低気圧 - 周囲よりも気圧が低い部分。
  - 気団 - 寒冷、温暖、乾燥、湿潤など、それぞれ異なる性質を持った空気の塊。
  - 前線 - 性質の異なる空気の境界に生じる、気温差の大きい部分。温帯低気圧の発生と密接に関わっている。湿度差によって生じる乾燥線というものもある。

ある季節にのみ生じるような気象を特に季節現象という。日本では梅雨、秋雨などがある。
なお、風を除いた主要な気象現象は、大まかに4つに分類することがある。
- 大気水象（たいきすいしょう, hydrometeor） - 主に水からなる水滴や氷の粒が、落下、上昇、浮遊、付着、状態変化などをする現象。
- 大気塵象（たいきじんしょう, lithometeor） - 主に砂塵やその他の微粒子などからなる粒子が、落下、浮遊、上昇、付着などをする現象。
- 大気光象（たいきこうしょう, photometeor） - 大気中で観測される、光学的な現象。
- 大気電気象（たいきでんきしょう, electrometeor） - 大気中で観測される、電気的（電磁気学的）な現象。

分類名のアルファベット表記は、ギリシャ語のmeteor（大気現象）と各現象の種類を示す語をあわせたもの。大気光象以外の分類名はあまり用いられない。

### 気象現象のスケール
気象現象の規模は大小様々で一括りにして扱うのは困難で、規模によって現象を記述する方程式が異なる（規模の異なる現象は、単なる拡大や縮小ではなく、その現象を支配する物理法則が異なる）ことから、規模によって分類するのがふつうである。一般的には、オーランスキー(Isidoro Orlanski)が考案したものを一部修正したものを用いることが多い。
| スケール名                                     | スケール名        | スケール名               | 水平規模km(m)                  | 現象例                             |
| ---------------------------------------------- | ----------------- | ------------------------ | ------------------------------ | ---------------------------------- |
| マクロスケール （大規模）                      | マクロαスケール   | 惑星スケール             | 10000km以上                    | 超長波、プラネタリー波、巨大高気圧 |
| マクロスケール （大規模）                      | マクロβスケール   | 総観スケール             | 2000 – 10000 km                | 温帯低気圧、高気圧                 |
| メソスケール （中規模）                        | メソαスケール     | 総観スケール             | 1000 – 2000 km                 | 前線、熱帯低気圧（台風）           |
| メソスケール （中規模）                        | メソαスケール     | 200 – 1000 km            |                                | 前線、熱帯低気圧（台風）           |
| メソスケール （中規模）                        | メソβスケール     | 20 – 200 km              | スーパーセル、集中豪雨、海陸風 |                                    |
| メソスケール （中規模）                        | メソγスケール     | 2 – 20 km                | 積乱雲、ダウンバースト         |                                    |
| マイクロスケール 又はミクロスケール （小規模） | マイクロαスケール | 0.2 – 2 km(200 - 2000m)  | 積乱雲                         |                                    |
| マイクロスケール 又はミクロスケール （小規模） | マイクロβスケール | 0.02 - 0.2 km(20 - 200m) | 竜巻、塵旋風、ビル風           |                                    |
| マイクロスケール 又はミクロスケール （小規模） | マイクロγスケール | 0.002 - 0.02 km(2 - 20m) | 風の乱渦（風の息）             |                                    |

上記の区分は水平規模で区分したものであるが、継続時間とも相関性がある。下記は世界気象機関(WMO)による気象現象の継続時間ごとの分類である。
| スケール名                          | 継続時間                       | 現象例                             |
| ----------------------------------- | ------------------------------ | ---------------------------------- |
| 気候スケール                        | 数か月                         | 超長波、プラネタリー波、巨大高気圧 |
| 気候スケール                        | 数か月                         | 温帯低気圧、高気圧                 |
| 総観スケール                        | 数か月                         |                                    |
| 数日                                | 前線、熱帯低気圧               |                                    |
| 数日                                | スーパーセル、集中豪雨、海陸風 |                                    |
| 数日                                | メソスケール                   |                                    |
| 数時間                              |                                |                                    |
| 積乱雲、ダウンバースト              |                                |                                    |
| マイクロスケール 又はミクロスケール |                                |                                    |
| 数十分                              | 積乱雲、竜巻                   |                                    |
| 数分                                | 積乱雲、塵旋風、ビル風         |                                    |
| 数秒-数十秒                         | 風の乱渦（風の息）             |                                    |

天気予報で用いる天気図は総観スケールの状態を表現するものである。総観スケールの天気図は総観スケールの現象しか表現できず、それより大きな現象や小さな現象は正確に表現できない。しかし、中緯度では総観スケールの現象が天気に関して支配的、つまり総観スケールの現象を把握しておけば大方の天気の予想ができる。また主要な先進国の多くは中緯度に位置することから、近代気象学が始まって以来最もよく使用されてきた。

### 気象に関連する現象
- 大気海洋相互作用や遠隔相関によるもの
  - エルニーニョ・南方振動（ENSO, エルニーニョ・ラニーニャ） - 太平洋赤道域東部の海水温が異常高温・異常低温となり、その影響で天候変化が世界に及ぶもの。
  - 北大西洋振動(NAO) - 北大西洋アゾレス諸島付近とアイスランド付近で相関する気圧変化傾向により、北アメリカやヨーロッパなどに天候変化が及ぶもの。
  - 北極振動(AO) - 北極と北半球中緯度で相関する気圧変化傾向により、冬を中心に北半球に天候変化が及ぶもの。
  - マッデン・ジュリアン振動(MJO) - インド洋や太平洋の赤道域で対流活動が活発な領域が周期的に移動することに伴い、周辺地域に天候変化が及ぶもの。
  - 太平洋十年規模振動(PDO) - 太平洋各地で約20年周期で相関する気圧変化傾向により、周辺地域に天候変化が及ぶもの。
  - 成層圏準2年周期振動(QBO) - 赤道上空の成層圏で約2年-2年半の周期で風向が変化するもの。
  - 成層圏突然昇温(SSW) - 成層圏で気温の急激な上昇が起こるもの。
  - ダイポールモード現象(IOD) - インド洋熱帯域の東部と西部で相関する海水温が以上となり、周辺地域に天候変化が及ぶもの。
- 気候変動
  - 地球温暖化 - 人為的な温室効果ガスが主な原因と推定されている、19世紀後半からの平均気温上昇を指す。世界各地の天候の変化との関連が研究されている。

## 気象観測とその活用

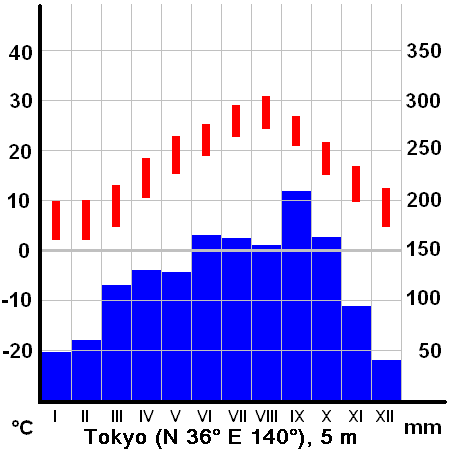
東京の雨温図

気象観測とは気温などの気象要素や気象現象の発生の様子を記録することであり、現在は天気予報のために世界的に構築された観測網によって定期的にデータが収集されている。気象観測は地上だけではなく、海上の船や海洋気象ブイ、航空機でも行われる。またラジオゾンデなどの観測気球により地表から上空までの気象の変化も観測されるほか、気象レーダーや気象衛星により広域的に観測されるものもある。
観測データにおいて平年値とは、数十年間のデータを平均して算出される過去の気象の傾向を示す値である。極値とは、観測開始から継続して観測を行ってきた上で最も平均から外れた値である。平年値は気候を知る上で重要であり、極値はその観測地点の気象がどの程度の範囲で変動するかを知る上で重要なものである。なお、観測値が約30年に1度かそれより少ない頻度でしか発生しないような気象を異常気象といい、気象災害の目安とする。
初雪や真夏日などは、季節の変化を見る目安となることから季節現象として観測されている。また、日本では桜の開花やセミの初鳴きなど、季節性のある生物の営みを見る生物季節観測も行われている。
観測を通じて様々な気象要素をデータ化し統計としてまとめることは、気象予報や気象学において基本であり重要な事業である。さらに、気象データは気候学、建築学、環境学など、学術研究から実用まで様々な分野に応用されている。

### 天気予報における活用
天気予報では、気象観測のデータをさまざまな形で活用する。観測値から、大気の現在の状態を補完して出力することができるほか、将来の変化を予測して出力する。現在の天気予報は予報対象により異なるがプリミティブ方程式というものを用いて、コンピューターにより実際の大気を再現したモデル上で物理値を演算する数値予報が主流となっている。
天気図はいくつかの気象要素を地図上に表現したもの。19世紀後半に近代気象学が始まってからしばらくは手作業により記入された地上実況天気図がほとんどだったが、予報には不可欠な資料であった。数値予報が始まってからは数値予報の演算により多くの種類の予想天気図や高層天気図が作成されるようになった。現代の天気予報においては、一般的に目にする地上実況天気図だけでは予報の正確性に欠くので、高層天気図や予想天気図を活用して予報を行うのがふつうである。
また、雷雨の発生などを判断する熱力学ダイアグラムとしてエマグラムなどのグラフを用いることがある。

## 気象と自然環境・人類

### 気象がもたらすもの
雨が岩石を浸食したり、風化を促進するなど、気象が自然の地形にもたらす効果は、地殻変動や海洋による効果と並んで大きなものである。V字谷は河川の浸食、カールやU字谷は氷河の浸食による典型的な谷である。河成平野は主に河川による堆積作用によってできた平野である。また大量の雨は、土砂崩れ、地滑り、土石流などの土砂災害や洪水も引き起こす。一方で、鍾乳洞や滝、石灰岩の浸食によるカルスト地形など、美しい景観に寄与する面もある。雨は様々な経路を経て、地下水から井戸により汲みあげたり、河川から取水し水道網を経たりして、生活や産業活動にも使われる重要な役割を持つ。

### 気象と人類
気象が人類の歴史に大きな影響を及ぼした例もある。1281年の弘安の役において神風と呼ばれる嵐が元軍の撤退に拍車をかけたことは日本では広く知られている。グリーンランドでヴァイキングの植民地が全滅した小氷期、冷害や大雨により発生した天明の大飢饉、高潮と大雨によってニューオーリンズが水没したハリケーン・カトリーナなど、異常気象と呼ばれるような災害も歴史上で多く発生している。

### 気象の予測
詳細は天気予報を参照。
人間活動において、気象は生活に深く関わってきた。農耕においては雨の多い少ないが作物の出来に影響し、狩猟や漁では風向きを知ることが収獲の良し悪しや自身の安全に関わる。このような理由から、例えば「朝焼けがあれば雨が降る」といった経験に基づく伝承、現在でいう観天望気を通じて天気を「読む」ことが行われた。一方、雨乞いなどの信仰とも結びついた行為も行われてきた。
天気の伝承の中には、現在の気象学から考えても正しいものもある。長い間観天望気による予測が行われたが、物理学などの諸科学の発展により、ヨーロッパにおいては中世ごろから気象現象を科学的に解明することが始まった。19世紀に電報が発明されてから遠距離間で気象情報を伝達できるようになったことをきっかけに、本格的な科学的予測が始まった。20世紀初頭に数値予報が初めて考案され、当初はその計算量の多さから不可能とされていたが、1970年代の高性能コンピュータの普及によって大量計算が可能になってからは大きく科学的予測が発展した。また1960年代に登場した気象衛星は気象観測の幅を広げ、精密機械や通信機器の開発に伴って気象観測の自動化・無人化も進んでいる。
漁業においては、例えば日和山から観天望気を行い出港を判断していたものが、現代は漁業気象として提供される漁業に特化した気象情報を通じて安全が図られている。また、農業では動植物や自然の変化を季節の変化の目安として伝える、現在で言う季節学に近いことが農事暦などを通じて行われていたが、現代は天気予報に重点が移り農事暦を用いることは少なくなってきている。また、20世紀に生まれた航空の分野でも気象は非常に重要視されており、航路や離着陸地の安全のための情報などに特化した航空気象が提供されている。

### 気象の制御
人工降雨や台風（熱帯低気圧）を抑制するなど気象制御の試みがいくつか実行された。京都大学などの研究グループでは、工場などの地上の熱源を移転させることで積乱雲の抑制しゲリラ豪雨や線状降水帯の影響を抑える研究を行っており、2040年に社会実験、2050年代に実用化を目標としている。
サイエンス・フィクションでは惑星規模で気象を改変するテラフォーミングがテーマとなっている作品もある。

## 地球以外の気象

火星の塵旋風、火星探査機スピリット撮影

地球以外の天体でも、大気がある天体には気象現象が発生する。
土星の衛星であるタイタンは窒素とメタンの大気からなり、メタンの雨らしきものが降っていることがカッシーニの探査から分かっている。また、金星は二酸化硫黄の雲から硫酸の雨が降り、上空では秒速100mもの風が吹いていることが分かっている。火星の極地では大規模な二酸化炭素の昇華によって時速400kmもの風が吹いていることも分かっている。
木星では、大赤斑と呼ばれる高気圧の渦があり、長期的に安定して存在する大気の循環によってできたのではないかと考えられている。これに対して海王星では大暗斑と呼ばれるものがあるが、こちらは短期間で消滅するものしか観測されていない。